# 諜戰巴黎
《諜戰巴黎》（英語：From Paris with Love）是一部2010年法國英語動作片，由皮耶·莫瑞爾執導，約翰·屈伏塔等人主演。影評網站爛番茄給予37%的分數。